# HD 90853
HD 90853 är en ensam stjärna belägen i den norra delen av stjärnbilden Kölen, som också har Bayer-beteckningen s Carinae. Den har en minsta skenbar magnitud av ca 3,81 och är synlig för blotta ögat där ljusföroreningar ej förekommer. Baserat på parallaxmätning inom Hipparcosuppdraget på ca 2,4 mas, beräknas den befinna sig på ett avstånd på ca 1 340 ljusår (ca 410 parsek) från solen. Den rör sig bort från solen med en heliocentrisk radialhastighet på ca 9 km/s.

## Egenskaper
HD 90853 är en gul till vit ljusstark jättestjärna av spektralklass F2 II eller superjätte av spektralklass F0 IIb. Den har en massa som är ca 7 solmassor, en radie som är ca 45 solradier och har ca 3 470 gånger solens utstrålning av energi från dess fotosfär vid en effektiv temperatur av ca 6 600 K.
HD 90853 är en variabel stjärna med en skenbar magnitud som varierar från 3,36 ner till 3,51.